# ケニー・エリソンド
ケニー･エリソンド（Kenny Elissonde、1991年7月22日 - ）は、フランス、ロンジュモー出身の自転車競技（ロードレース）選手。

## 経歴
2012年にFDJに加入。パリ〜コレーズにてプロ初勝利を挙げる。
2013年、ツアー・オブ・オマーン第4ステージで健闘し、新人賞を獲得。ブエルタ・ア・エスパーニャでは最難関ステージであるアングリルにてステージ勝利を挙げる。
2016年、ブエルタ・ア・エスパーニャでは第14ステージで2位に入り、山岳賞を手にしたが、最終日前日の第20ステージにて前年度山岳賞のオーマール・フライレに首位を奪われてしまった。
2017年、チーム・スカイに移籍。
2020年、トレック・セガフレードに移籍

## 主な戦績

### 2009年
- Tour du Valromey（Junior） 区間優勝(第1、3ステージ)

### 2011年
- ラ・ロンド・リザール(U23) 総合優勝、区間優勝（第2ステージ）

### 2012年
- パリ〜コレーズ ポイント賞、区間優勝(第2ステージ)

### 2013年
- ツアー・オブ・オマーン 総合8位、新人賞
- ツール・ド・レン 新人賞
- ブエルタ・ア・エスパーニャ 区間優勝(第20ステージ)